# لاک‌پورت (ایلینوی)
لاک‌پورت، ایلینوی (به انگلیسی: Lockport, Illinois) یک شهر در ایالات متحده آمریکا با جمعیت ۲۵٬۰۴۶ نفر است که در ایلی‌نوی واقع شده‌است.

## نگارخانه

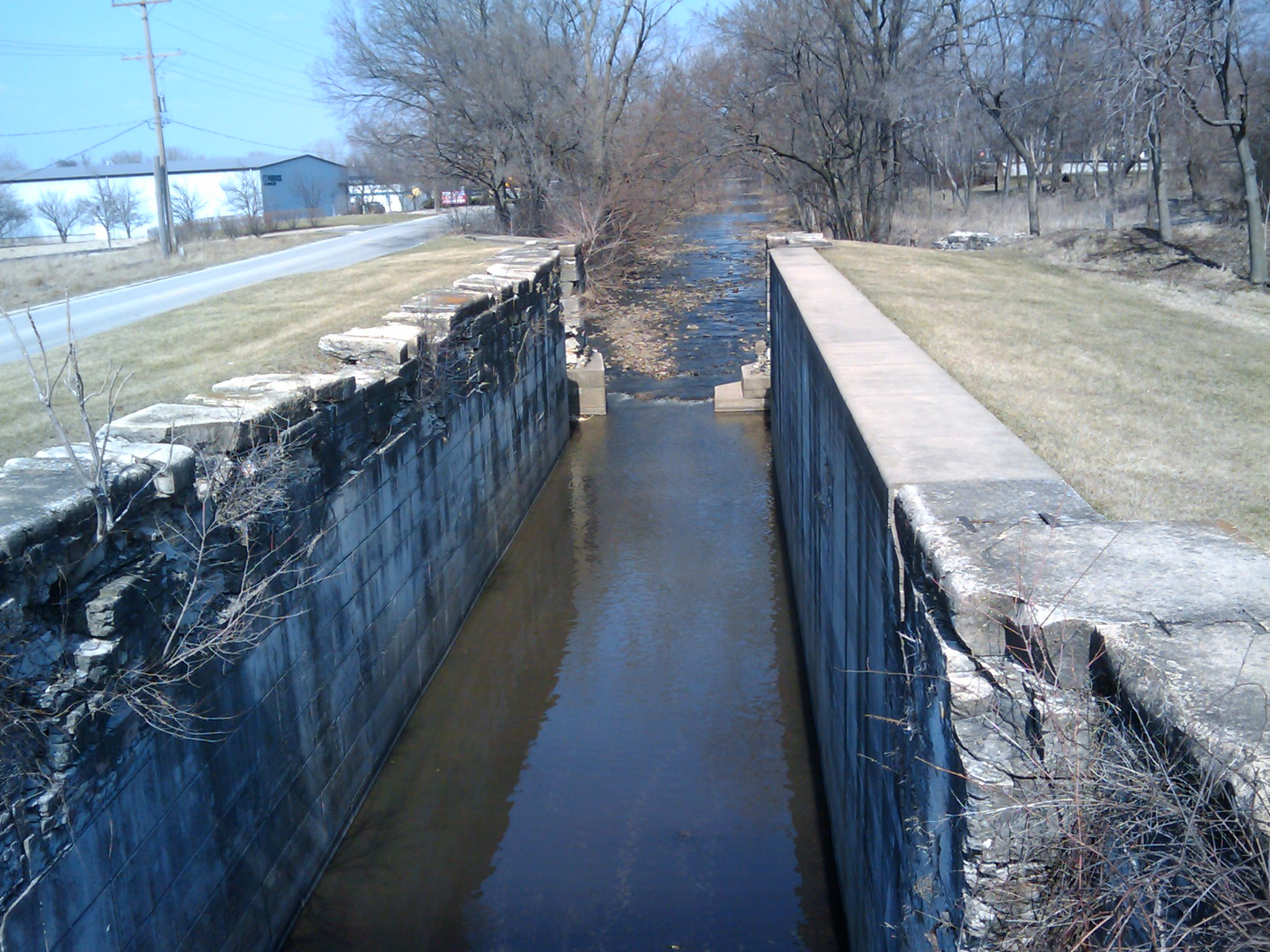